# Ясколка
Яско́лка (лат. Cerástium) — род травянистых растений семейства Гвоздичные (Caryophyllaceae), распространённых в зонах с умеренным климатом Северного полушария. Общее число видов — около 200.

## Название
Научное название рода происходит от греч. κεράτινος — «рогатый», восходящего к κέρας — «рог»: рогатое растение. По форме плода у некоторых видов.

## Биологическое описание
Однолетние или многолетние растения с прямостоячими или восходящими стеблями, большей частью опушённые, редко голые растения, нередко образующее плотные дерновинки.
Соцветие дихазиальное. Чашелистик и венчик пятилистные, ланцетные. Лепестки белые, большей частью до 1/3 или половины двунадрезанные, реже на верхушке выемчатые или же цельные, очень редко крупно неравно зубчатые. Тычинок десять, редко пять или три. Столбиков 3—5.
Плод — коробочка продолговато-цилиндрическая, часто под верхушкой изогнутая, раскрывающаяся десятью, редко шестью (восемью) зубцами. Семена округло-почковидные, коричневого цвета, мелко тупо- или остробугорчатые.

## Распространение и экология
Произрастает в Евразии, Северной Африке, Северной Америке, высокогорьях тропической Африки и Южной Америки, заносное в Австралии.
Представитель рода ясколка альпийская (Cerastium alpinum L.) является самым северным обитателем суши среди цветковых растений обнаруженным на острове Локвуд в Канадском Арктическом архипелаге (83°24’ с. ш.). Ещё дальше встречаются лишь некоторые мхи, лишайники и водоросли.

## Использование
Некоторые виды ясколки выращивают как садовые растения в рокариях, миксбордерах на переднем плане, в контейнерной посадке.
Агротехника
Проста в выращивании. Солнцелюбива. Зимостойкая, многолетняя культура, зимует без укрытия. Красивоцветущее, декоративное, лиственное растение.
К почвенным условиям нетребовательна, но не выносит застойного увлажнения, предпочитает солнечные, хорошо прогреваемые места, например, южные склоны.
Размножение — семенами в марте, делением куста весной.

## Классификация

### Таксономия
Cerastium L., 1753, Sp. Pl.: 438
Род Ясколка относится к семейству Гвоздичные (Caryophyllaceae) порядка Гвоздичноцветные (Caryophyllales). Кладограмма в соответствии с Системой APG IV по состоянию на декабрь 2023 года:
|  |                                      |  |                                   |                                   |                      |  | ещё 40 семейств |              |              |                                                               |
|  |                                      |  |                                   |                                   |                      |  |                 |              |              | 205 подтвержденных видов и 148 видов, ожидающих подтверждения |
|  |                                      |  |                                   | порядок Гвоздичноцветные          |                      |  |                 |              | род Ясколка  |                                                               |
|  |                                      |  |                                   | порядок Гвоздичноцветные          |                      |  |                 |              | род Ясколка  |                                                               |
|  | отдел Цветковые, или Покрытосеменные |  |                                   |                                   | семейство Гвоздичные |  |                 |              |              |                                                               |
|  | отдел Цветковые, или Покрытосеменные |  |                                   |                                   |                      |  |                 |              |              |                                                               |
|  |                                      |  | ещё 63 порядка цветковых растений | ещё 63 порядка цветковых растений |                      |  |                 | еще 97 родов | еще 97 родов |                                                               |
|  |                                      |  |                                   | ещё 63 порядка цветковых растений |                      |  |                 |              | еще 97 родов |                                                               |

### Виды
Некоторые из них:
- Cerastium arvense L. typus[7] — Ясколка полевая
- Cerastium beeringianum Cham. & Schltdl. — Ясколка Беринга
- Cerastium biebersteinii DC. — Ясколка Биберштейна
- Cerastium candidissimum Correns — Ясколка белоснежнейшая
- Cerastium cerastoides (L.) Britton — Ясколка трёхстолбиковая
- Cerastium davuricum Fisch. ex Spreng. — Ясколка даурская
- Cerastium fontanum Baumg. — Ясколка обыкновенная
  - Cerastium fontanum subsp. vulgare (Hartm.) Greuter & Burdet — Ясколка дернистая, или Ясколка костенецевидная
- Cerastium furcatum Cham. & Schltdl. — Ясколка вильчатая
- Cerastium glomeratum Thuill. — Ясколка скученноцветковая, или Ясколка скученная
- Cerastium lithospermifolium Fisch. — Ясколка воробейниколистная
- Cerastium maximum L. — Ясколка крупная
- Cerastium pumilum Curtis — Ясколка низкая
  - Cerastium pumilum var. glutinosum  (Fries) E.Rico — Ясколка железистая, или Ясколка липкая
- Cerastium pauciflorum Steven ex Ser. — Ясколка малоцветковая
- Cerastium pusillum Ser. — Ясколка маленькая
- Cerastium regelii Ostenf. — Ясколка Регеля
- Cerastium semidecandrum L. — Ясколка пятитычинковая
- Cerastium tomentosum L. — Ясколка войлочная

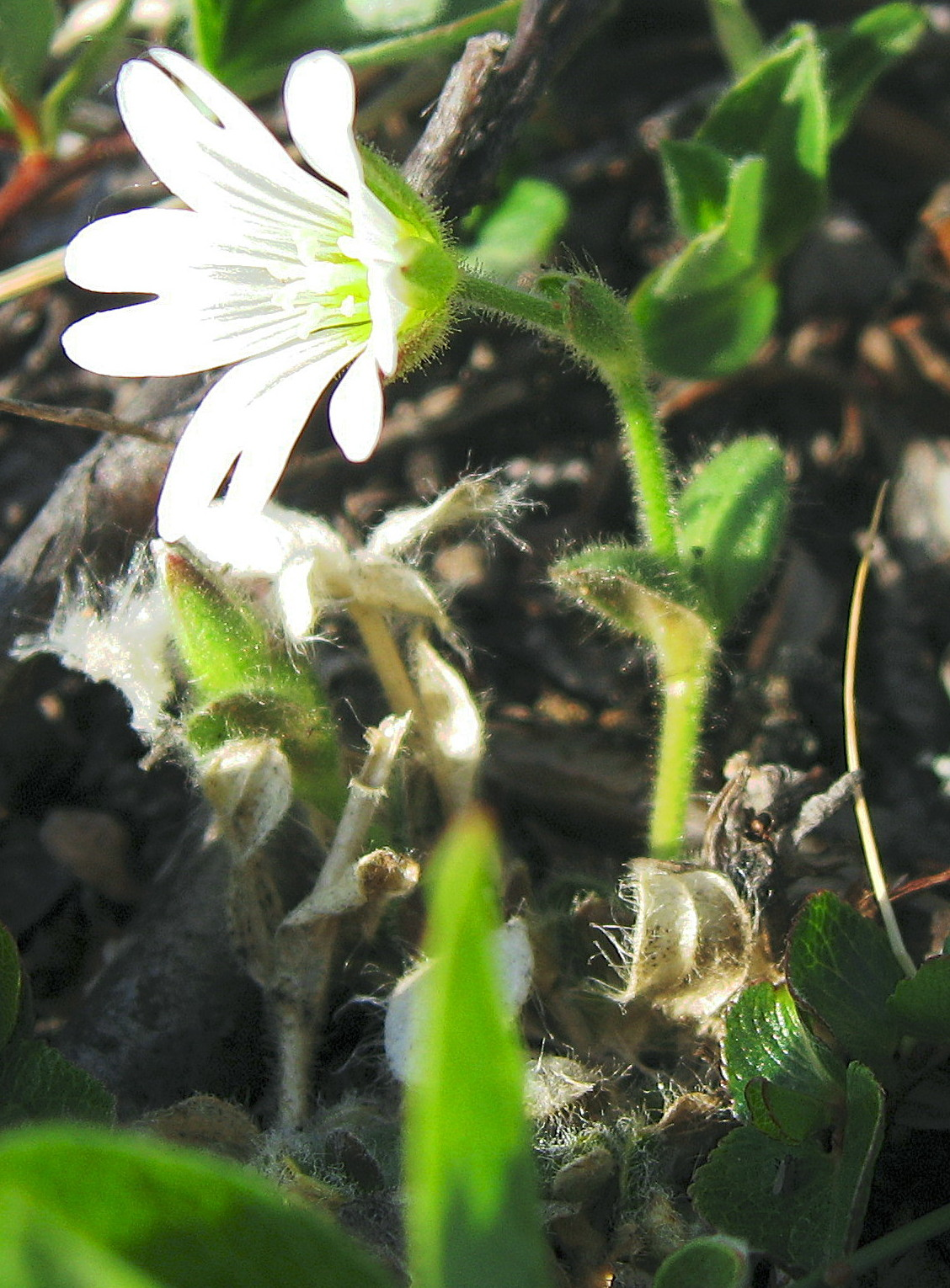
Cerastium arcticum
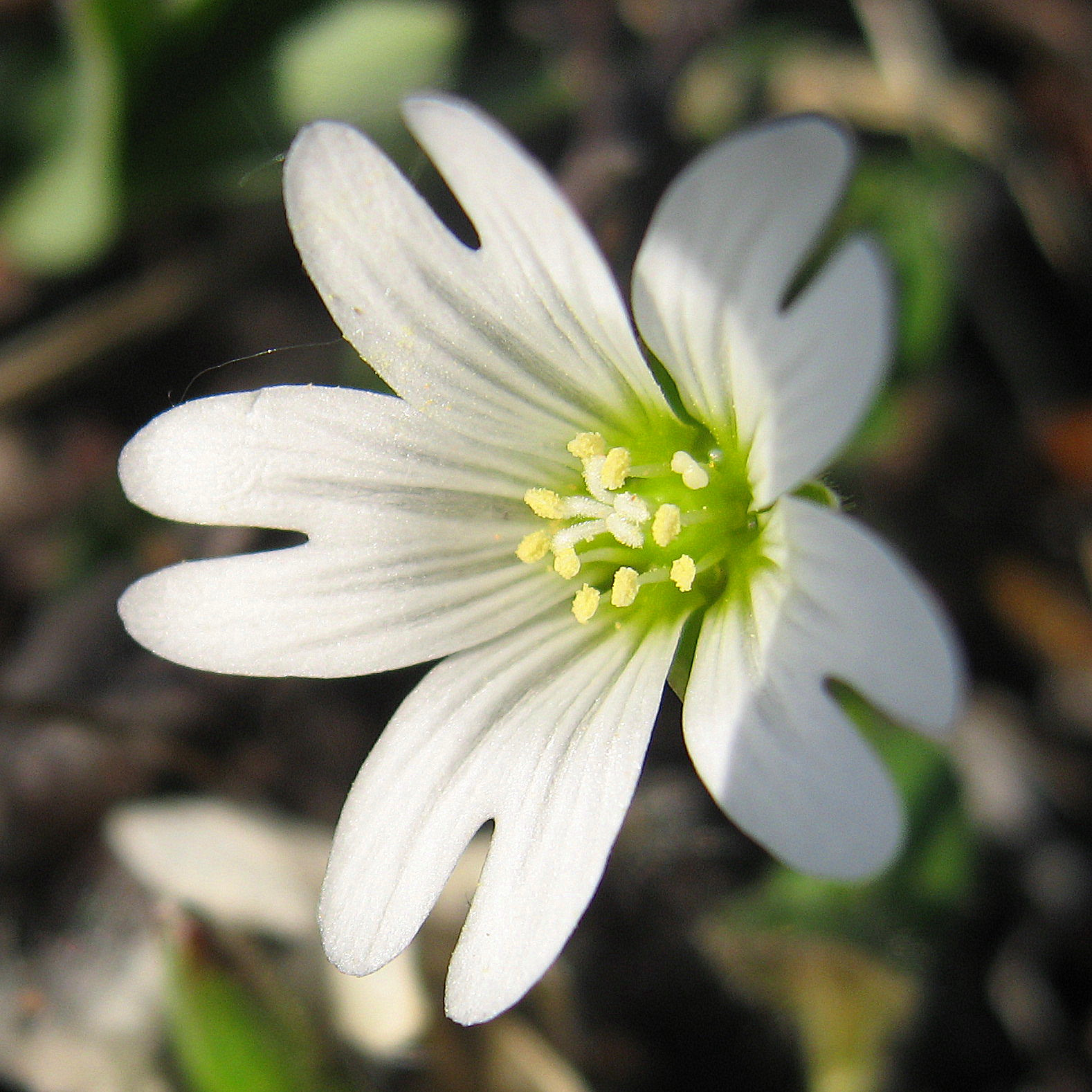
Cerastium arcticum
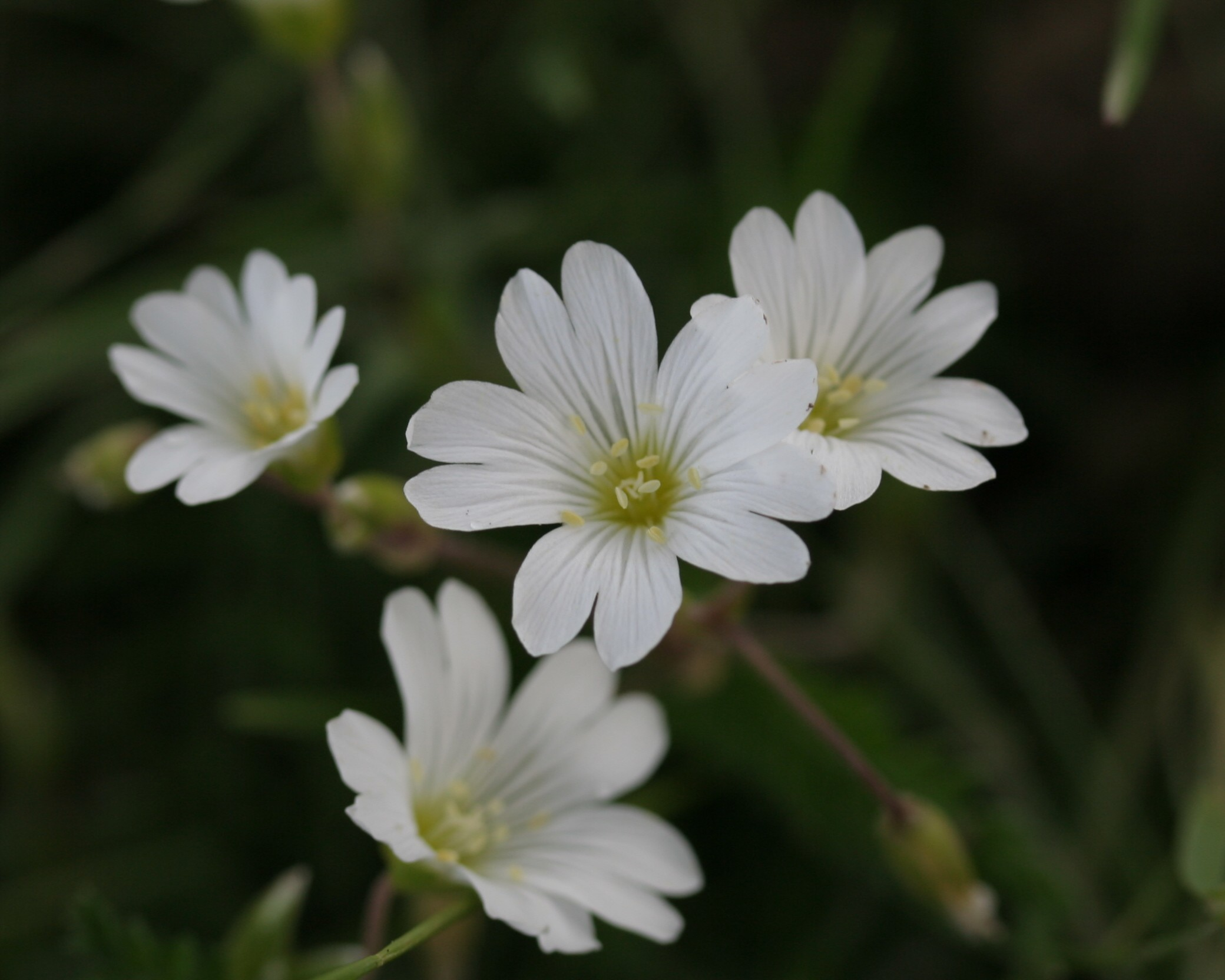
Cerastium arvense
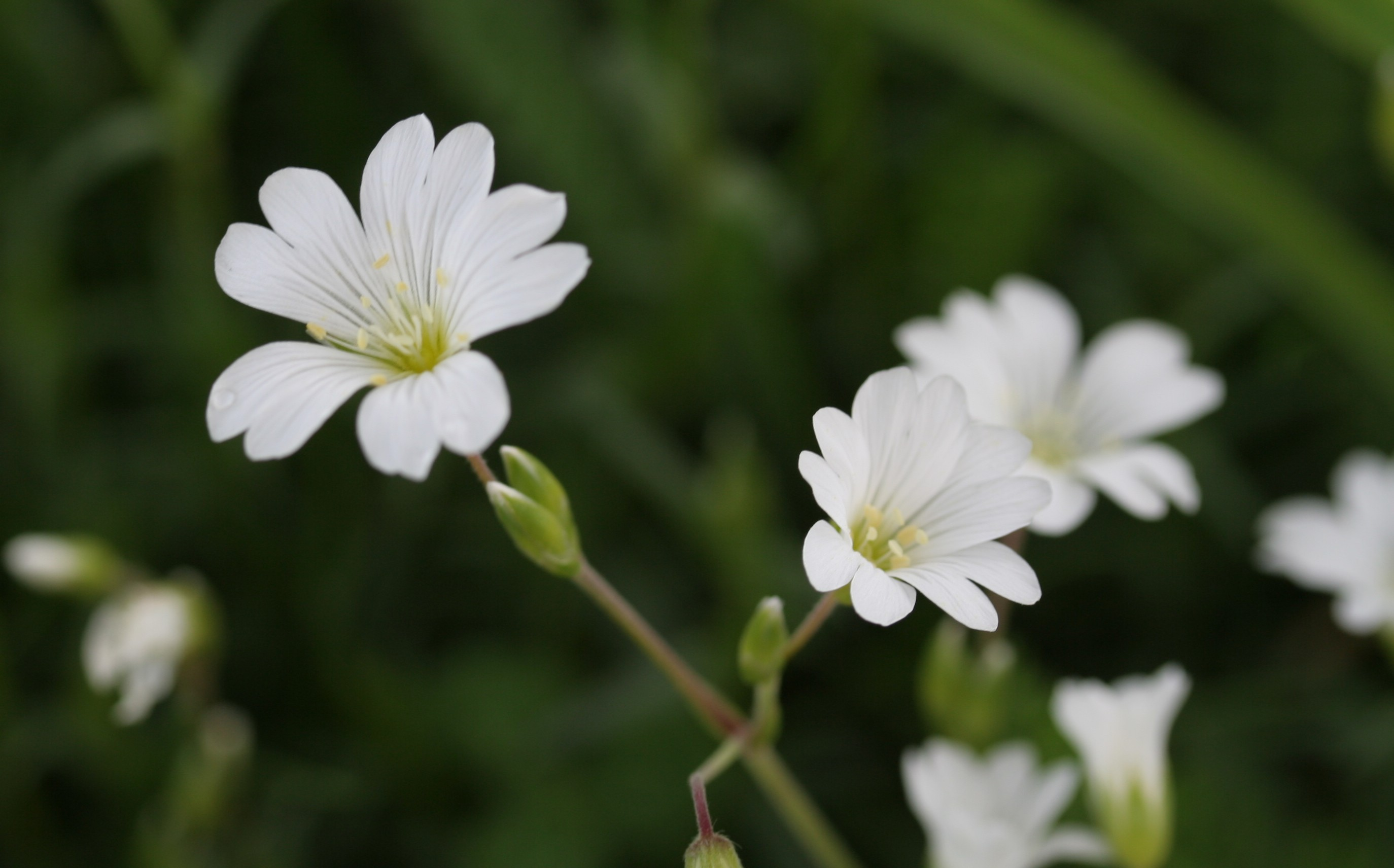
Cerastium arvense